# Moselromanische Sprache
Als moselromanische Sprache bezeichnet man die Sprache in einem romanischen Sprachraum am Ende des Römischen Reiches, den die Provinz Belgica I (das gesamte Gebiet um Mosel und Saar) gebildet hat. Er wurde von keltischen Stämmen bewohnt. Zur gleichen Zeit hatten sich hier viele Laeten (germanische Söldner in römischem Dienst) angesiedelt. Nach dem Zerfall des Römischen Reiches wanderten die Franken in dieses Gebiet. Trotz dieser Sprachüberlagerung überlebten einige romanische Sprachinseln bis ins 11. Jahrhundert.

## Geschichtlicher Hintergrund

### Ausgangssituation

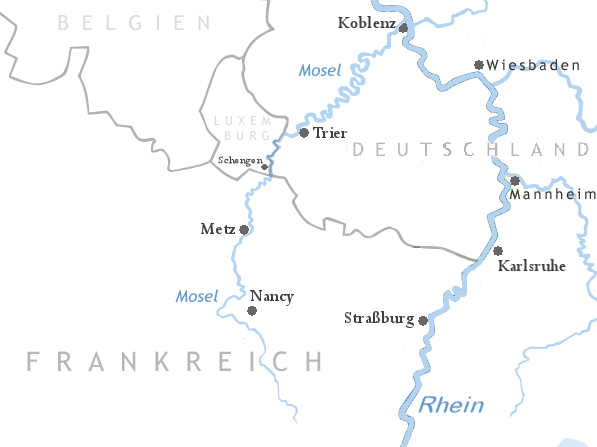
Das Moselgebiet

Die Galloromania umfasste vor Ausbruch der Völkerwanderung beinahe ganz Frankreich, das wallonische Belgien, das Großherzogtum Luxemburg und die ehemaligen Regierungsbezirke Trier und Koblenz. Stark germanisch durchsetzt war schon im Altertum die am linken Rheinufer sich erstreckende römische Provinz Germania inferior, umfassend die heutigen Niederlande und das Rheinland südwärts bis zur Ahr, bedeutend schwächer die Germania superior von Koblenz südwärts bis Basel.

### Bildung der romanischen Sprachinsel
Zunächst zogen Angeln und Sachsen aus dem heutigen Norddeutschland (Schleswig-Holstein, Niedersachsen, Westfalen) und den heutigen westlichen Niederlanden an der Nordseeküste über Flandern zur Kanalküste zwischen Calais und Boulogne und setzten dort nach Britannien über. Die in Holland, Brabant und Flandern ansässigen Franken müssen infolge dieses Durchzuges ihrerseits aus ihrer angestammten Heimat nach Süden abgedrängt worden sein. Sie zogen die Ourthe und Sauer abwärts in Richtung Südosten und bis etwa Metz die Obermosel aufwärts. Damit spalteten sie das alte galloromanische Gebiet zwischen Trier und Arlon etwa in einer Breite von 60 Kilometern. So blieb im Westen der größte Teil der Galloromania (Frankreich) und im Osten (zwischen Trier und Koblenz) eine kleine galloromanische Sprachinsel, innerhalb derer sich aus dem Vulgärlatein das Moselromanische entwickelte.
Untersuchungen haben ergeben, dass die fränkischen Bauern, deren Wirtschaft auf Viehzucht und Getreideanbau begründet war, das Bitburger Land, das Luxemburger Gutland und das Land an der mittleren Saar dem hierzu weniger geeigneten unteren Saartal und dem Moseltal vorzogen.
In der vergleichsweise spät vollständig germanisierten moselromanischen Sprachinsel konnten sich die galloromanischen Ortsnamen in besonders markanter Form erhalten, beispielsweise bei Maring-Noviand, Osann-Monzel, Longuich, Riol, Hatzenport, Longkamp, Karden, Kröv oder Alf. Der Ortsname Welschbillig deutet auf die ehemalige Präsenz der Welschen (romanisierte Kelten) in der gesamten Region.

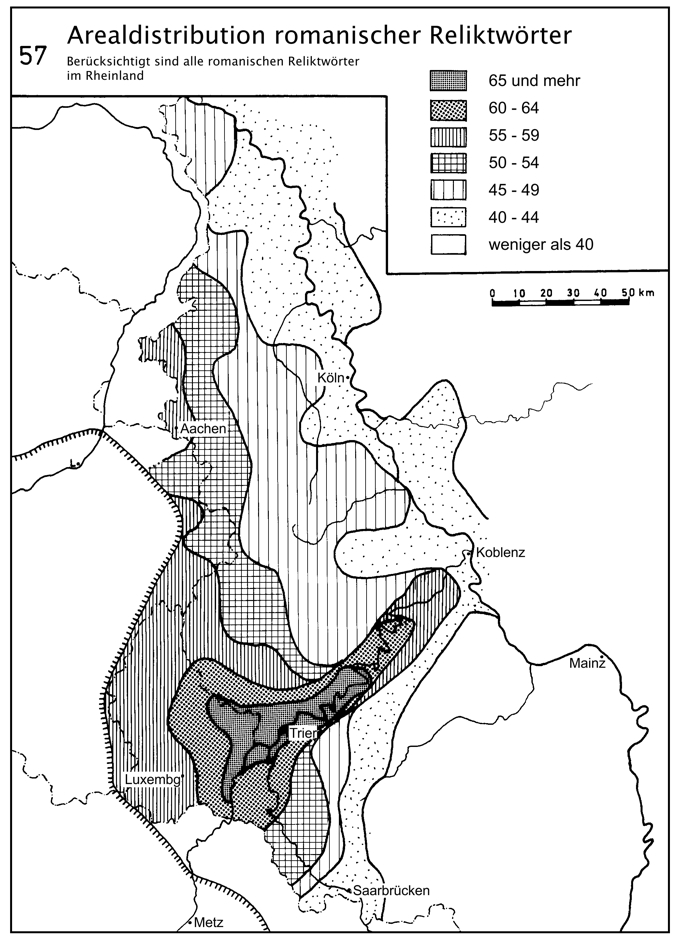
Romanische Reliktwortareale im Rheinland

Neben den galloromanischen Orts- und Flurnamen zeigt auch der Wortschatz der moselländischen Dialekte eine Fülle von romanischen Einflüssen, welche als Reflexe der moselromanischen Sprachinsel zu betrachten sind. Eine quantifizierende kartographische Darstellung romanischer Reliktwortareale zeigt eine deutliche Massierung von Romanismen im Bereich mittlere Mosel bis in den Raum Trier und die Unterläufe von Saar und Sauer. Beispiele solcher Wörter sind: Bäschoff 'Rückentraggefäß' < bascauda, Even 'Hafer' < avena, Fräge 'Erdbeere' < fraga, Gimme 'Knospe' < gemma, glinnen 'Trauben nachlesen' < glennare, More 'Brombeere' < morum, pauern 'Most filtern' < purare, Präter 'Flurschütz' < pratarius, Pülpes 'Hahnenfuß' (Pflanze) < pulli pes usw.

### Erlöschen
Das Moselromanische hielt sich trotz der fränkischen Landnahme mindestens bis zum Jahr 1000, innerhalb verstreuter Sprachinseln sogar bis ins 11./12. Jahrhundert.

## Textbeispiel (Inschrift aus dem 6. Jahrhundert)
Dieses Textbeispiel auf einem Grabstein aus dem 6. Jahrhundert stellt eine sehr frühe Entwicklungsform am Übergang vom Vulgärlatein zum Moselromanischen dar:
- Hoc tetolo fecet Montana, coniux sua, Mauricio, qui visit con elo annus dodece; et portavit annus qarranta; trasit die VIII K(a)l(endas) Iunias.
  - Diesen Grabstein machte Montana, seine Ehefrau, dem Mauricius, die mit ihm zwölf Jahre lebte; und er war vierzig Jahre alt; er starb am 25. Mai.[5]